# Stuart Dallas
Stuart Alan Dallas (nascut el 19 d'abril de 1991) és un futbolista professional nord-irlandès que juga com a migcampista pel Leeds United FC de la Championship i per la selecció d'Irlanda del Nord.
Va començar la seva carrera amb el club local Crusaders. Hi jugava d'extrem, tant per la dreta com per l'esquerra.

## Estadístiques
A 23 abril 2016.
| Club                     | Temporada      | Lliga           | Lliga   | Lliga | FA Cup / Copa irlandesa | FA Cup / Copa irlandesa | Copa de la Lliga | Copa de la Lliga | Europa  | Europa | Altres  | Altres | Total   | Total |
| Club                     | Temporada      | Divisió         | Partits | Gols  | Partits                 | Gols                    | Partits          | Gols             | Partits | Gols   | Partits | Gols   | Partits | Gols  |
| ------------------------ | -------------- | --------------- | ------- | ----- | ----------------------- | ----------------------- | ---------------- | ---------------- | ------- | ------ | ------- | ------ | ------- | ----- |
| Crusaders                | 2010–11        | IFA Premiership | 35      | 16    | 0                       | 0                       | 3                | 0                | —       | —      | 0       | 0      | 38      | 16    |
| Crusaders                | 2011–12        | IFA Premiership | 32      | 8     | 4                       | 0                       | 4                | 2                | 2       | 0      | 5       | 0      | 47      | 10    |
| Crusaders                | Total          | Total           | 67      | 24    | 4                       | 0                       | 7                | 2                | 2       | 0      | 5       | 0      | 85      | 26    |
| Brentford FC             | 2012–13        | League One      | 7       | 0     | 3                       | 0                       | 0                | 0                | —       | —      | 1       | 0      | 11      | 0     |
| Brentford FC             | 2013–14        | League One      | 18      | 1     | 0                       | 0                       | 2                | 0                | —       | —      | 1       | 0      | 21      | 1     |
| Brentford FC             | 2014–15        | Championship    | 38      | 6     | 1                       | 0                       | 2                | 2                | —       | —      | 2       | 0      | 44      | 8     |
| Brentford FC             | Total          | Total           | 63      | 7     | 4                       | 0                       | 4                | 2                | —       | —      | 4       | 0      | 76      | 9     |
| Northampton Town (cedit) | 2013–14        | League Two      | 12      | 3     | —                       | —                       | —                | —                | —       | —      | —       | —      | 12      | 3     |
| Leeds United FC          | 2015–16        | Championship    | 43      | 5     | 3                       | 0                       | 1                | 0                | —       | —      | —       | —      | 49      | 5     |
| Total carreras           | Total carreras | Total carreras  | 185     | 39    | 11                      | 0                       | 12               | 4                | 2       | 0      | 9       | 0      | 222     | 43    |

1. ↑  Partits a la Setanta Sports Cup.
2. 1 2  Partits a la Football League Trophy.
3. ↑  Partits als play-offs de la Football League.